# 華南三村
華南三村是位於臺灣臺南市仁德區仁愛里的空軍眷村，在仁和國小後方，緊鄰二空新村。和一般的眷村不太一樣的是產權為個人所有，此外該眷村與軍方的互動也比較少，雖有軍方列管的自治會，但已形同虛設。
村名由來是因為該眷村興建經費屬於「華夏第三期貸款臺南居處」的貸款專案，也有住戶自稱是華夏三村，而該村的居民於1975年11月1日開始入住，戶數僅有39戶。房舍興建之初原為二層的透天厝，後來住戶又加蓋成三層樓。
該眷村成立之初鄰近一間由退伍老兵開設的養雞場，上空又有臺南機場的航道經過，令居住環境不是很好，居民曾陳請給軍方或臺灣省政府協助遷走養雞場，但沒有下文，直到民國80年代因養雞場自己收起來將土地賣給建商後惡臭的問題才解決。至於飛機噪音的問題，則是以補貼協助居民裝設冷氣機的費用四萬元來作為補償，機種不限，但超過額度得要居民自費。

## 沿革
該眷村的興建是因為眷舍不足，遂由國防部向中國農民銀行協調，以低利率專案貸款方式貸款給有意購屋的榮民建屋。華南三村的所在地原為農地，國防部買下之後再由軍方發包蓋房子。房舍於1974年開始動工，但原有的承包商品質卻有問題，原先只預定興建36戶，卻多蓋了3戶，而且可能由受到當時石油危機的影響，承包商中途落跑，只好改請別的承包商接手。興建的39戶分成甲、乙、丙三型，除一位上校處長是自己選擇之外，其於住戶都是依自己所申請的坪型抽籤決定，而多蓋出來的三互則由承包商賣給單身的榮民。

## 建築與居民
華南三村的建築分成甲、乙、丙三型，甲型為於南邊，一戶二十三坪，供校級軍官居住；乙型在中間，一戶二十坪，供尉級軍官居住；丙級在北邊，一戶十六坪，供士官級軍官居住。當時甲型房舍的售價是25萬元，可貸款17萬6千元，分二十年償還。
眷村居民主要來自後勤司令部、二供應處及空軍防砲、警衛、維修、通訊等單位，而第一代原眷戶只剩一半左右，其他的有些將房子賣掉或出租，目前已有外來人口入住，生活形態已與一般社區無異。